# Schwarzer Blütenbock
Der Schwarze Blütenbock (Grammoptera abdominalis) ist ein Käfer aus der Familie der Bockkäfer (Cerambycidae). Die Art ist im südlichen Nordeuropa sowie in Mittel- und Südeuropa verbreitet. Es handelt sich um eine von 25 Arten seiner Gattung in der Paläarktis; fünf von diesen kommen in Europa vor.

## Merkmale

### Merkmale der Imagines
Der Schwarze Blütenbock erreicht eine Körperlänge von 5 bis 10 Millimetern. Der Körper ist gattungstypisch lang gebaut. Von Leptura unterscheiden sich die Arten der Gattung durch die äußerst kurzen Wangenbereiche vor den Augen, von Alosterna durch die feine und dichte Punktierung der Flügeldecken und den weniger scharf abgeschnürten Hals hinter den Schläfen. Die Flügeldecken sind gestreckt und einfarbig schwarz gefärbt, nur die Spitze ist manchmal braun mit schwarzer Behaarung. Auch der Thorax ist schwarz. Das Abdomen ist rot. Die Schenkel sind an der Basis gelbrot oder ganz schwarz.

### Merkmale der Larven
Körper und Kopf der Larven der Gattung ähneln denen der Gattung Dinoptera; der Körper ist jedoch weiß statt grau und mit feineren und kürzeren Borsten besetzt. Die Larven erreichen eine Länge von etwa 11 bis 14 Millimetern mit einer Breite der an den Seiten konkaven Kopfkapsel von etwa 2 Millimetern. Der Körper ist mehr oder weniger abgeflacht. Beiderseits der Kopfkapsel befinden sich nur je drei große Stemmata. Die Antennen sind kurz und zweigliedrig, das dritte Antennenglied fehlt. Der Hinterrand des Pronotum besitzt keine Borsten. Die Dorsalampulle am siebten Abdominalsegment ist gut ausgebildet und das neunte Abdominalsegment besitzt keinen caudalen Dorn am Körperende.

## Verbreitung
Der Schwarze Blütenbock ist wahrscheinlich ein pontomediterranes Faunenelement und ist im südlichen Nordeuropa mit Nachweisen in Norwegen und einzelnen Nachweisen in Südschweden sowie in Mittel- und Südeuropa verbreitet. In Mitteleuropa ist er generell häufig anzutreffen, in Deutschland und Österreich ist er in allen Bundesländern nachgewiesen, und auch in der Schweiz gilt er als verbreitet. Er fehlt auf der Iberischen Halbinsel, im Kaukasus und in der Türkei.

## Lebensweise
Der Schwarze Blütenbock lebt vor allem in wärmebegünstigten Eichenbeständen, sowohl im Tiefland wie auch in den höheren Lagen. Die Imagines sind von April bis Juni anzutreffen und halten sich vor allem auf den Ästen im Kronenbereich der Bäume auf. Sie sind tagaktiv und fliegen vor allem an sonnigen Tagen im Juli und August. Die Käfer besuchen die Blüten verschiedener Sträucher und Bäume, darunter etwa Weißdorne (Crataegus) und blühende Obstbäume sowie Eichen und Buchen.
Die Entwicklungszeit der Larven dauert wahrscheinlich 2 Jahre. Die Tiere sind polyphag und entwickeln sich vor allem in Eichen, jedoch auch in Rosskastanien (Aesculus) und Edelkastanien (Castanea sativa); auch im Holz verrottender Hainbuchen (Carpinus betulus) wurden Larven gefunden. Die Käferlarven sind an das Vorkommen des Gemeinen Rindensprengers (Vuilleminia comedens) gebunden, eines Weißfäulepilzes, der vor allem Eichen befällt. Die Larven können sich dabei nur im weißfaulen Holz entwickeln, wobei sie vor allem in dünnen und abgestorbenen Ästen der Wipfelregion mit Durchmessern von 2 bis 5 Zentimetern leben, bei denen die Vermorschung bereits weit fortgeschritten ist. Sie verpuppen sich unter der Borke oder im Holz.

## Systematik

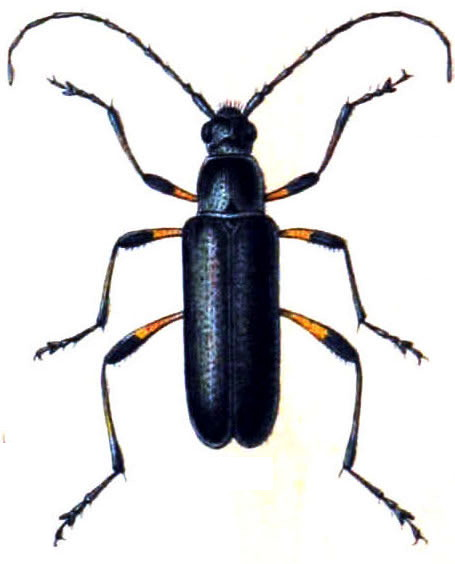
Schwarzer Blütenbock in Edmund Reitter: Fauna Germanica. Die Käfer des deutschen Reiches.

Der Schwarze Blütenbock ist eine eigenständige Art der Bockkäfer (Cerambycidae) und wird dort in die Gattung Grammoptera (Audinet-Serville, 1835) innerhalb der Schmalböcke (Lepturinae) eingeordnet. Die wissenschaftliche Erstbeschreibung stammt von dem Entomologen James Francis Stephens, der ihn 1838 als Leptura abdominalis beschrieb. Neben dieser Art enthält die Gattung zahlreiche weitere. Synonyme der Art sind Leptura variegata (Germar, 1824) und Grammoptera variegata (Germar, 1824), Leptura analis (Herrich-Schaeffer in Panzer, 1832) sowie Grammoptera analis (Herrich-Schaeffer, 1832).
Die Bezeichnung für die Gattung leitet sich vom griechischen „gramma“ für „Linie“ und „pteron“ für „Flügel“ ab, was sich auf die relativ schmalen Flügel bezieht. Das Epitheton „abdominalis“ kommt aus dem Lateinischen, bedeutet „Abdomen-“ und weist auf das rote Abdomen hin.

## Belege
1. 1 2 3 4 5 6 7 8 9 10 11 12  „Art: Grammoptera abdominalis (Stephens, 1831) – Schwarzer Blütenbock.“ In: Bernhard Klausnitzer, Ulrich Klausnitzer, Ekkehard Wachmann, Zdeněk Hromádko: Die Bockkäfer Mitteleuropas. Die Neue Brehm-Bücherei 499, Band 2, 4. Auflage. VerlagsKG Wolf, Magdeburg 2018, ISBN 978-389432-864-1; S. 388–389.
2. 1 2 3  „20. Gattung: Grammoptera Serville.“ In: Edmund Reitter: Fauna Germanica. Die Käfer des deutschen Reiches. K.G. Lutz, Stuttgart 1912; S. 15. (Digitalisat)
3. 1 2  Bernhard Klausnitzer, Ulrich Klausnitzer, Ekkehard Wachmann, Zdeněk Hromádko: Die Bockkäfer Mitteleuropas. Die Neue Brehm-Bücherei 499, Band 1, 4. Auflage. VerlagsKG Wolf, Magdeburg 2018, ISBN 978-389432-864-1; S. 105–107
4. ↑  Grammoptera abdominalis. Fauna Europaea, abgerufen am 2. Juli 2020.
5. ↑  Martin Rejzek, Karl Hadulla: Bemerkenswerte Bockkäferfunde in Rheinland-Pfalz und Nordrhein-Westfalen (Coleoptera: Cerambycidae). Mitteilungen der Arbeitsgemeinschaft Rheinischer Koleopterologen (Bonn) 10 (1), 2000; S. 11–22. (Volltext).
6. ↑  Grammoptera abdominalis auf biolib.cz; abgerufen am 24. Juni 2020.